# نیوماونت پلزنت (ایندیانا)
نیوماونت پلزنت (به انگلیسی: New Mount Pleasant) یک منطقهٔ مسکونی در ایالات متحده آمریکا است که در شهرستان جی، ایندیانا واقع شده‌است. نیوماونت پلزنت  ۳۱۳٫۹۵ متر بالاتر از سطح دریا واقع شده‌است.